# Kelly Clarkson
Kelly Brianne (Fort Worth, 24 de abril de 1982) é uma cantora, compositora e personalidade televisiva norte-americana. Alcançando a fama em 2002, após vencer a primeira temporada do reality show musical American Idol. Ela estabeleceu uma carreira de sucesso de várias décadas na música e na televisão, e é creditada por ter um impacto duradouro em programas de talentos televisionados. Conhecida por sua potência vocal, ela foi nomeada uma das maiores cantoras da história por publicações como Rolling Stone e Billboard.
Após vencer o American Idol, Clarkson assinou um contrato com a gravadora RCA Records. Seu single de estreia, "A Moment Like This", alcançou a primeira posição da Billboard Hot 100 nos Estados Unidos.Seu álbum de estreia, Thankful (2003), também estreou em primeiro lugar Billboard 200. Breakaway, seu segundo álbum de estúdio, se tornou seu maior sucesso comercial, vendendo mais de doze milhões de cópias em todo mundo. As faixas "Breakaway", "Since U Been Gone", "Behind These Hazel Eyes", "Because of You" e "Walk Away" obtiveram grande sucesso em várias paradas pelo mundo, e ela foi premiada com dois Grammy Awards. Em 2007, lançou seu terceiro álbum de estúdio, My December, que contou com a sua direção criativa e composições de sua autoria. A produção deste tornou-se assunto de muita disputa com sua gravadora, já que a mesma achou o álbum menos comercial que seu antecessor, e queria substituir algumas de suas faixas por outras mais comerciais.
Em 2009, foi lançado seu quarto álbum, All I Ever Wanted, antecedido pelo single "My Life Would Suck Without You", que quebrou o recorde de maior salto para o número 1, em uma única semana na Billboard Hot 100.  O single "Already Gone", também obeteve sucesso nas rádios. Em outubro de 2011, lançou seu quinto álbum, sob o título Stronger, que gerou o sucesso "Stronger (What Doesn't Kill You)", seu single mais vendido até a data. No ano seguinte, ganhou mais um Grammy de Melhor Álbum Vocal de Pop, fazendo dela a primeira artista a ganhar este prêmio duas vezes. Em 2012, lançou seu primeiro álbum de grandes êxitos, Greatest Hits – Chapter One. Wrapped in Red, seu primeiro álbum de temas natalinos, foi lançado em 2013, e se tornou o álbum de Natal mais vendido desse ano. O single, "Underneath the Tree", foi eleito pela ASCAP, a canção de Natal mais popular lançada no século XXI. Seu sétimo álbum de estúdio, Piece by Piece, lançado em 2015, estreou em primeiro lugar nos EUA, e sua faixa-título alcançou o top 10. Após deixar a RCA, em 2016, Clarkson assinou com a Atlantic Records, e lançou seu aclamado oitavo álbum, influenciado pelo soul, Meaning of Life (2017), seu segundo álbum de Natal, When Christmas Comes Around... (2021), e seu décimo álbum de estúdio, Chemistry (2023).
Ao longo de sua carreira, Clarkson vendeu mais de 82 milhões de álbuns e 45 milhões de singles em todo o mundo. Ela também tem 12 singles entre os dez primeiros nos EUA, e recebeu três Grammy Awards, quatro American Music Awards, três MTV Video Music Awards, oito Daytime Emmy Awards, e uma estrela na Calçada da Fama de Hollywood.
A revista Billboard elegeu Clarkson como a Melhor Artista Feminina de 2005 e a 11ª artista feminina de maior sucesso do século XXI; Ela também aparece na 14ª posição de Melhor Artista da Década de 2000. A VH1 a classificou em 19ª lugar em sua lista das 100 Maiores Mulheres da Música. A revista Esquire elegeu as 75 Maiores Mulheres de Todos os Tempos e citou Clarkson por ser "Uma das melhores vozes na história da música pop".
Além da música, Clarkson também fez carreira na televisão, onde foi técnica no programa The Voice, por nove temporadas (de 2018 a 2023), sendo a técnica feminina com mais concorrentes vencedores (quatro), e desde 2019, apresenta o seu próprio talk show na NBC, o The Kelly Clarkson Show.

## Biografia
Kelly Brianne Clarkson nasceu no dia 24 de abril de 1982 em Fort Worth, Texas, filha de Jeanne Ann, professora de Inglês de primeiro grau e Stephen Michael Clarkson, ex-engenheiro. Sendo a terceira e a caçula do casal, possuindo uma irmã primogênita, Alyssa, e um irmão do meio, Jason. Sua ascendência é greco-escocesa por parte de mãe e galesa por parte de pai. Seus pais se divorciaram quando ela tinha seis anos, seu irmão foi morar com o pai, sua irmã foi morar com uma tia e ela ficou com a mãe. Com instabilidade financeira, as duas continuamente se mudavam, até que se fixaram na cidade texana de Burleson, onde sua mãe casou-se pela segunda vez, com Jimmy Taylor. Ela foi criada desde a infância em um lar religioso conservador e participava de uma das maiores denominações religiosas protestantes estadunidenses, a Convenção Batista do Sul. Tinha de estar presente nela todas as quartas-feiras e domingos, segundo ela.
Inicialmente desejava ingressar na profissão de bióloga marinha, por ser um sonho de infância, mas ao assistir o filme de terror Tubarão, desistiu de realizá-lo. Enquanto criança, foi educada na instituição educacional Pauline Hughes Middle School. Na sétima série, a professora de canto, Cynthia Glenn, ouvi-a cantar em um dos corredores da instituição e pediu-lhe para fazer um teste para o coral da escola. Kelly disse a professora que não havia recebido aulas de canto, mas Glenn lhe convenceu e prometeu ajudar a melhorar sua habilidade vocal. Sua participação em atividades do coral estimulou seu interesse pela música. No Ensino médio ela estudou na Burleson High School, onde se apresentou em diversas produções musicais e também se apresentou em um show de talentos, interpretando canção "Vision of Love" da cantora Mariah Carey; Ela recebeu elogios de seus colegas, que lhe diziam que sua voz era "um presente de Deus" e seu destino era cantar.

## Carreira

### 2000-03:American IdoleThankful
Em 2000, após formar-se na Burleson High School, ela recebeu bolsas de estudos integrais para a Universidade do Texas em Austin, Universidade do Norte do Texas e Berklee College of Music. Recusou todos os convites, pois queria tentar uma carreira por conta própria. Ela trabalhou em vários empregos para financiar uma fita demo e a enviou para várias gravadoras, das quais recebeu poucas respostas, em sua maioria negativas. Em 2001, ela se mudou para Los Angeles, onde fez figuração na série Sabrina, Aprendiz de Feiticeira e trabalhou brevemente com o compositor Gerry Goffin. Também desempenhou um papel curto no filme Issues 101, uma produção do ano de 2002. Nos meses seguintes, ela encontrava-se muito desanimada por falta de oportunidades e algumas experiências desagradáveis, incluindo o incêndio que ocorreu em seu apartamento; Por esta razão, decidiu retornar a Burleson e também aos seus empregos anteriores, como garçonete, garota propaganda das bebidas energéticas Red Bull, atendente em um cinema e operadora de telemarketing.
Em Burleson, muitos de seus amigos a encorajaram fazer uma audição para um novo programa de competição musical chamado American Idol. que era anunciado em exaustão na televisão e nas rádios. Kelly compareceu na audição de Dallas, os juízes Paula Abdul, Simon Cowell e Randy Jackson se impressionaram com sua capacidade vocal e a aprovaram para a competição; A cada semana, Clarkson apresentava uma música ao vivo no programa, e suas performances se tornaram as mais aguardadas e comentadas.
Músicas apresentadas no American Idol:
| Semana # | Música escolhida                                  | Artista                        | Tema (se houver)                   | Resultado |
| -------- | ------------------------------------------------- | ------------------------------ | ---------------------------------- | --------- |
| Audição  | "Express Yourself" "At Last"                      | Madonna Etta James             |                                    | Aprovada  |
| Top 121  | "Respect"                                         | Aretha Franklin                | Hollywood round 1                  | Aprovada  |
| Top 65   | "I Say a Little Prayer"                           | Dionne Warwick                 | Hollywood round 2                  | Aprovada  |
| Top 45   | "Save The Best For Last"                          | Vanessa L. Williams            | Hollywood round 3                  | Aprovada  |
| Top 30   | "Respect"                                         | Aretha Franklin                | Semifinal group 2                  | Aprovada  |
| Top 10   | "You're All I Need to Get By"                     | Marvin Gaye/Tammi Terrell      | Semana Motown                      | Aprovada  |
| Top 8    | "(You Make Me Feel Like) A Natural Woman"         | Aretha Franklin                | anos 1960                          | Aprovada  |
| Top 7    | "Don't Play That Song (You Lied)"                 | Aretha Franklin                | anos 1970                          | Aprovada  |
| Top 6    | "Stuff Like That There"                           | Betty Hutton                   | Semana Grandes Bandas              | Aprovada  |
| Top 5    | "Walk on By"                                      | Dionne Warwick                 | Canções de amor                    | Aprovada  |
| Top 4    | "It's Raining Men" "I Surrender"                  | Weather Girls Celine Dion      | Semana anos 1980, Semana anos 1990 | Aprovada  |
| Top 3    | "Think Twice" "Without You"                       | Celine Dion Mariah Carey       | Semana do Julgamento               | Aprovada  |
| Top 2    | "Respect" "Before Your Love" "A Moment Like This" | Aretha Franklin Kelly Clarkson | Semana Escolha do Cantor           | Aprovada  |
| Final    | "A Moment Like This"                              | Kelly Clarkson                 | Coroação do American Idol          | Vencedora |

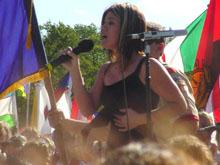
Clarkson cantando o hino nacional dos EUA no primeiro Dia de Serviço Unido em 11 de setembro de 2002.

Kelly venceu a competição em 4 de setembro de 2002, obtendo 58% dos votos contra o segundo colocado Justin Guarini. Seu single de estreia 'A Moment Like This', apresentado na final, chegou no topo da Billboard Hot 100, e se tornou o single mais vendido de 2002 nos Estados Unidos. Clarkson assinou um contrato com a RCA Records e com a 19 Management, do empresário Simon Fuller. O magnata da música Clive Davis, foi escalado para ser o produtor executivo de seu álbum de estreia, que Inicialmente foi anunciado para novembro de 2002, no entanto, Clive e Kelly tiveram divergências na hora de encontrar uma imagem e um estilo musical que se adequassem ao mercado da época e a própria Kelly. Além de que, após o término do programa, Kelly foi acusada de trabalhar para uma gravadora, sendo que as regras do programa mencionavam que um competidor não poderia participar caso tivesse vínculo com uma gravadora. No entanto, Kelly foi absolvida das acusações, pois ela só tinha um contrato de demonstração com uma gravadora e não chegou lançar nada oficialmente. Todos esses imprevistos fizeram o álbum ser adiado para o ano seguinte.
Em 15 de abril de 2003, Kelly lançou seu álbum de estreia intitulado, Thankful, que estreou em primeiro lugar na Billboard 200, vendendo 297.000 cópias em sua primeira semana. O álbum teria o nome do single 'Miss Independent', mas Kelly pediu que o titulo fosse aletrado para Thankful (Agradecida), pois era como ela se sentia com tudo o que estava acontecendo em sua vida. 'O primeiro single 'Miss Independent', chegou ao top 10 da Billboard Hot 100, seguido por 'Low' e 'The Trouble with Love Is'. Thankful vendeu 2.800.000 cópias nos Estados Unidos, recebendo uma certificação dupla de platina da Recording Industry Association of America (RIAA). No Canadá, também recebeu disco de platina por 100.000 cópias vendidas. Miss Independent' deu a Clarkson sua primeira indicação ao Grammy Awards na categoria "Melhor Performance Vocal Pop Feminina" em 2004.
Em junho de 2003, Clarkson e Justin Guarini estrelaram o filme de comédia romântica musical From Justin to Kelly, que foi mal recebido pela crítica e não obteve sucesso nas bilheterias, arrecadando menos da metade do orçamento do filme. Mais tarde, Clarkson mencionou em entrevistas que ela teve que atuar no filme por obrigação contratual. No final do ano, a Billboard classificou Clarkson como a 10ª maior artista feminina de 2003.

### 2004-06:Breakaway
Em 2004, Clarkson e o vice-campeão da segunda temporada do American Idol, Clay Aiken, se juntaram na turnê "Independent Tour" que excursionou pelos EUA. 

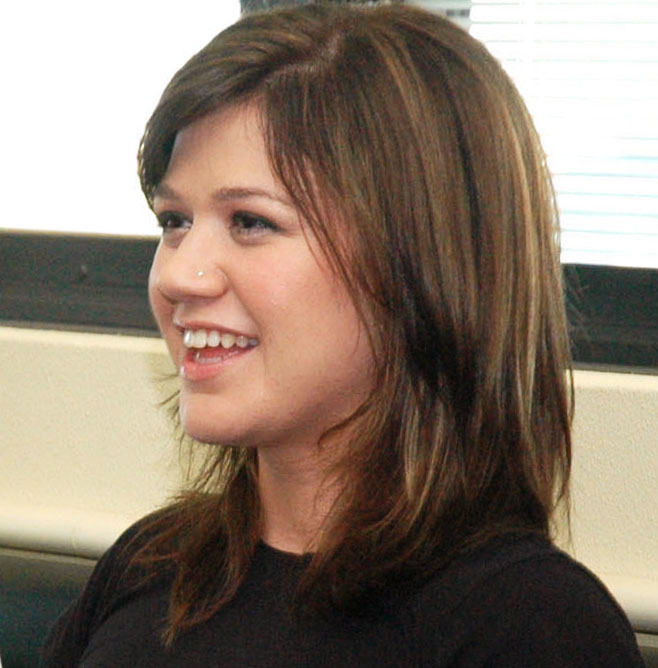
Kelly em 2006.

Tentando se distanciar de sua imagem criada pelo American Idol, Clarkson decidi deixar o Simon e a 19 Management e contrata os serviços do gerente de talentos Jeff Kwatinetz. Ela se reinventou, desenvolvendo um som mais voltado para o pop rock para o seu segundo álbum de estúdio, Breakaway, que foi lançado em 30 de novembro de 2004. Aclamado pela critica, se tornou o álbum de maior sucesso de sua carreira. Apesar de estrear em terceiro lugar na Billboard 200, com 250,000 cópias,  sua longevidade permitiu que ele se tornasse o 5º álbum mais vendido de 2005 nos EUA, sendo certificado como platina sêxtupla pela RIAA. Também foi o sétimo álbum mais vendido no mundo em 2005, vendendo mais de doze milhões de cópias, recebendo certificação de platina em mais de 17 países. A Billboard colocou o álbum em 77º lugar na lista dos melhores álbuns da Billboard 200 de todos os tempos.
Cinco singles de grande sucesso foram lançados. Sua faixa-título, 'Breakaway', foi lançada originalmente em julho de 2004, como tema do filme da Disney O Diário da Princesa 2, e chegou ao 6º lugar da Billboard Hot 100. Também liderou a parada Billboard Adult Contemporary por 21 semanas. 'Since U Been Gone' foi lançada em novembro de 2004, e chegou ao 2º lugar na Hot 100, e se tornou uma das músicas mais conhecidas de sua carreira. 'Behind These Hazel Eyes' e 'Because of You', também seguiram o exemplo - chegando ao sexto e sétimo lugar no Hot 100, respectivamente. 'Because of You' se tornou um sucesso mundial, alcançando o 1º lugar na parada European Hot 100 Singles, assim como no Brasil, Holanda, Dinamarca e Suíça. O single, 'Walk Away', alcançou a 12ª posição no Hot 100. Clarkson foi nomeada a Melhor Artista Feminina de 2005 pela Billboard. De acordo com o Mediabase, Clarkson foi a artista mais tocada nos EUA em 2006.  Para promover o álbum, Clarkson embarcou em três turnês internacionais: a Breakaway Tour, a Hazel Eyes Tour e a Addicted Tour, realizadas entre 2005 a 2006.
Breakaway também rendeu a Clarkson vários prêmios, incluindo dois Grammy Awards - de Melhor Performance Vocal Pop Feminina por 'Since U Been Gone', e de Melhor Álbum Pop Vocal. Ela também ganhou o prêmio de Melhor Vídeo Feminino por dois anos consecutivos no MTV Video Music Awards, por 'Since U Been Gone' e 'Because of You'. Ganhou nove de doze indicações no Billboard Music Awards de 2005, e também o prêmio de Artista Feminina Favorita no American Music Awards de 2006.  

### 2007-09:My December e All I Ever Wanted
No Academy of Country Music Awards em 16 de maio de 2007, Clarkson e a cantora Reba McEntire cantaram uma versão country de "Because of You", que se tornou o single principal do álbum Reba: Duets. O single chegou ao segundo lugar na parada Billboard Hot Country Songs e foi indicada ao Grammy de Melhor Colaboração Country com Vocais. 
O terceiro álbum de estúdio de Clarkson, My December, foi lançado em 22 de junho de 2007. O álbum contou com temas mais sombrios e um som mais pesado. Ela optou por colaborar com os membros de sua banda em vez de seus renomados produtores. Sua produção e lançamento foram objeto de disputa com a RCA, principalmente com o presidente da gravadora, Clive Davis. Ele queria que ela regravasse faixas com um apelo mais comercial, o que ela recusou. O álbum recebeu respostas positivas da critica, e estreou em segundo lugar na Billboard 200, com 291,000 cópias. Dois singles foram trabalhados, 'Never Again' e 'Don't Waste Your Time', apenas o primeiro obteve sucesso comercial, alcançando a oitava posição na Hot 100. A faixa 'Sober', foi escolhida como single por Clarkson, mas ela não entrou em acordo com a gravadora, que abandonou totalmente a divulgação do álbum. My December foi certificado como platina pela RIAA, e vendeu mais de 2,5 milhões de cópias em todo o mundo.

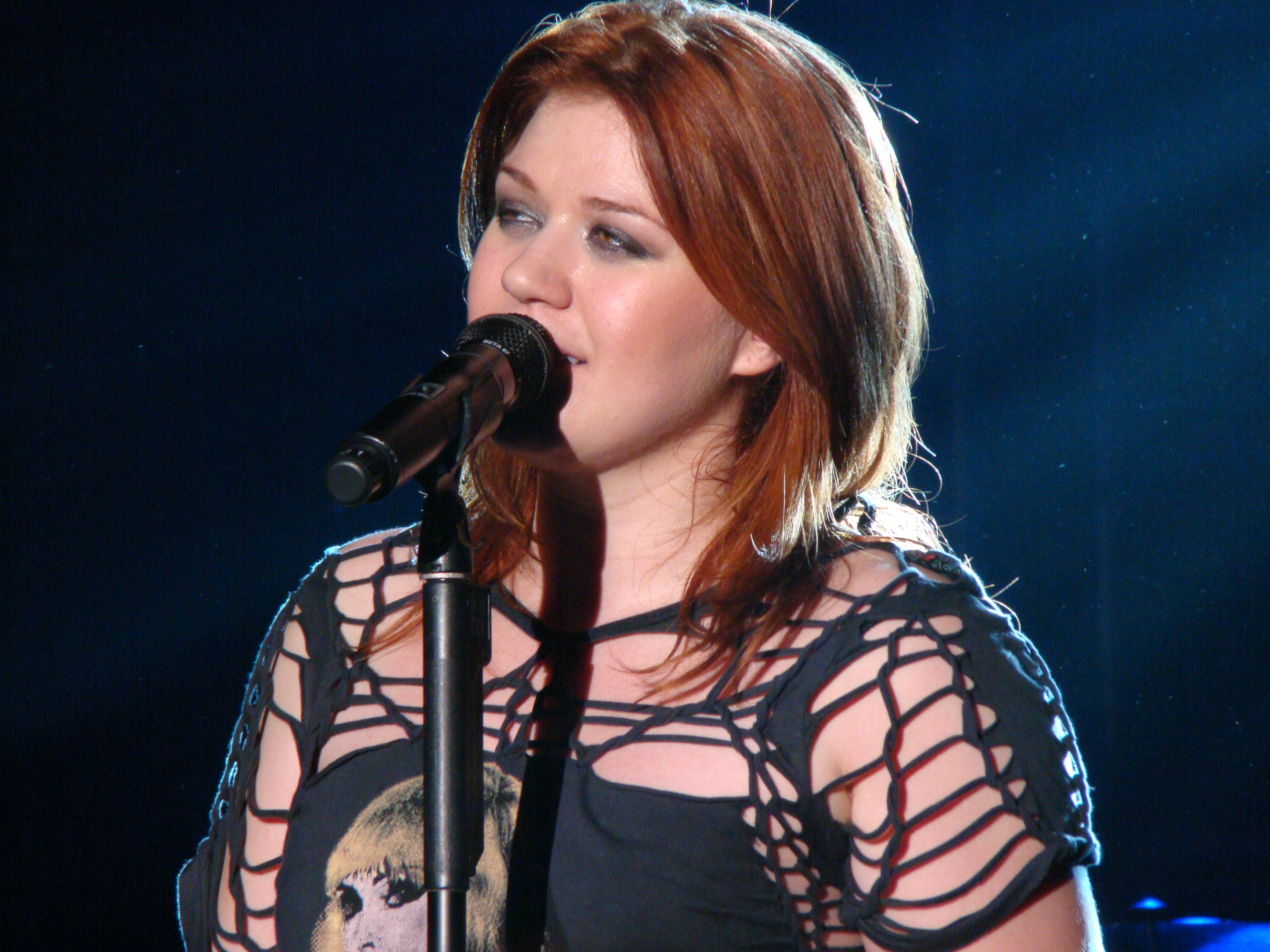
Clarkson na "All I Ever Wanted Tour" em 2010.

Em 2009, Clive chamou Dr. Luke e Max Martin, para produzirem novas músicas para Clarkson. O primeiro single do novo álbum, intitulado "My Life Would Suck Without You", estreou na 97ª posição da Billboard Hot 100, e na segunda semana chegou o primeiro lugar, dando a Kelly o recorde de maior salto para o número um, em uma única semana na Hot 100. O quarto álbum de Kelly, All I Ever Wanted, foi lançado em 10 de março de 2009, e foi recebido com aclamação pelos críticos, e também foi um sucesso comercial, estreando em primeiro lugar na Billboard 200, e permanecendo lá por duas semanas. Mais dois singles foram lançados, 'I Do Not Hook Up' e 'Already Gone', ambos atingiram o top 20 da Hot 100. A promoção do álbum foi encerrada com o sucesso limitado das faixas, 'All I Ever Wanted' e 'Cry'. O álbum vendeu mais de um milhão de cópias nos EUA, recebendo certificado de platina e rendeu a Clarkson uma indicação ao Grammy de 'Melhor Álbum Pop Vocal'.

### 2010-12:Stronger e Greatest Hits – Chapter One
Em 29 de novembro de 2010, foi lançado o single "Don't You Wanna Stay", um dueto de Kelly com o cantor country Jason Aldean. A canção rapidamente se tornou um grande sucesso nos EUA, atingindo 31ª posição na Hot 100, e a 1ª posição na Billboard Hot Country Songs, além de receber um certificado de platina-duplo, por mais de 2,7 milhões de cópias vendidas, tornando-se a colaboração country mais vendida da história.
Kelly anunciou o lançamento de seu novo single "Mr. Know It All" para o dia 5 de setembro de 2011. Após seu lançamento nas rádios, o single atingiu a 10ª posição da Hot 100, e o 1º lugar na Billboard Adult Pop Songs, além ter sido certificado como platina nos Estados Unidos pela RIAA. Também chegou na 1ª posição na Austrália e na Coreia do Sul.
O álbum, Stronger foi lançado em 21 de outubro de 2011, e estreou em segundo lugar na Billboard 200, e foi certificado como platina pela RIAA. Também foi aclamado pela crítica e ganhou o Grammy de Melhor Álbum Pop Vocal no Grammy de 2013, tornando-a a primeira artista a ganhar o prêmio duas vezes.  'Stronger (What Doesn't Kill You)' foi lançado como segundo single em janeiro de 2012, e tornando-se seu terceiro número um no Billboard Hot 100, liderando a parada por três semanas não consecutivas. Liderou quinze outras paradas da Billboard, incluindo Adult Pop Songs, Adult Contemporary, Hot Dance Club Songs, e Pop Songs. Também alcançou o topo na Polônia e na Eslováquia, e o top dez em muitas outras paradas em todo o mundo. O single vendeu 5 milhões de cópias só nos EUA. A canção foi indicada a três prêmios Grammy - Gravação do Ano, Canção do Ano e Melhor Performance Pop Solo. 'Dark Side' foi lançado como terceiro e último single em junho de 2012, e alcançou um sucesso modesto, o clipe foi indicado ao MTV Video Music Awards 2012, na categoria 'Melhor Vídeo com Mensagem'.
Para comemorar o 10º aniversário de sua carreira musical, Clarkson lançou seu primeiro álbum de sucessos, Greatest Hits – Chapter One, em 19 de novembro de 2012. Além dos sucessos, a compilação ganhou três faixas novas - 'Catch My Breath', 'Don't Rush' (com participação do músico country Vince Gill) e 'People Like Us' - todas lançadas como singles. 'Catch My Breath' atingiu o top 20 da Hot 100.  'Don't Rush' fez sucesso nas paradas de música country e foi indicada ao Grammy de Melhor Performance de Country Duo/Grupo. A coletânea recebeu certificação de ouro nos EUA, Austrália e Reino Unido.

### 2013-15:Wrapped in RedePiece by Piece

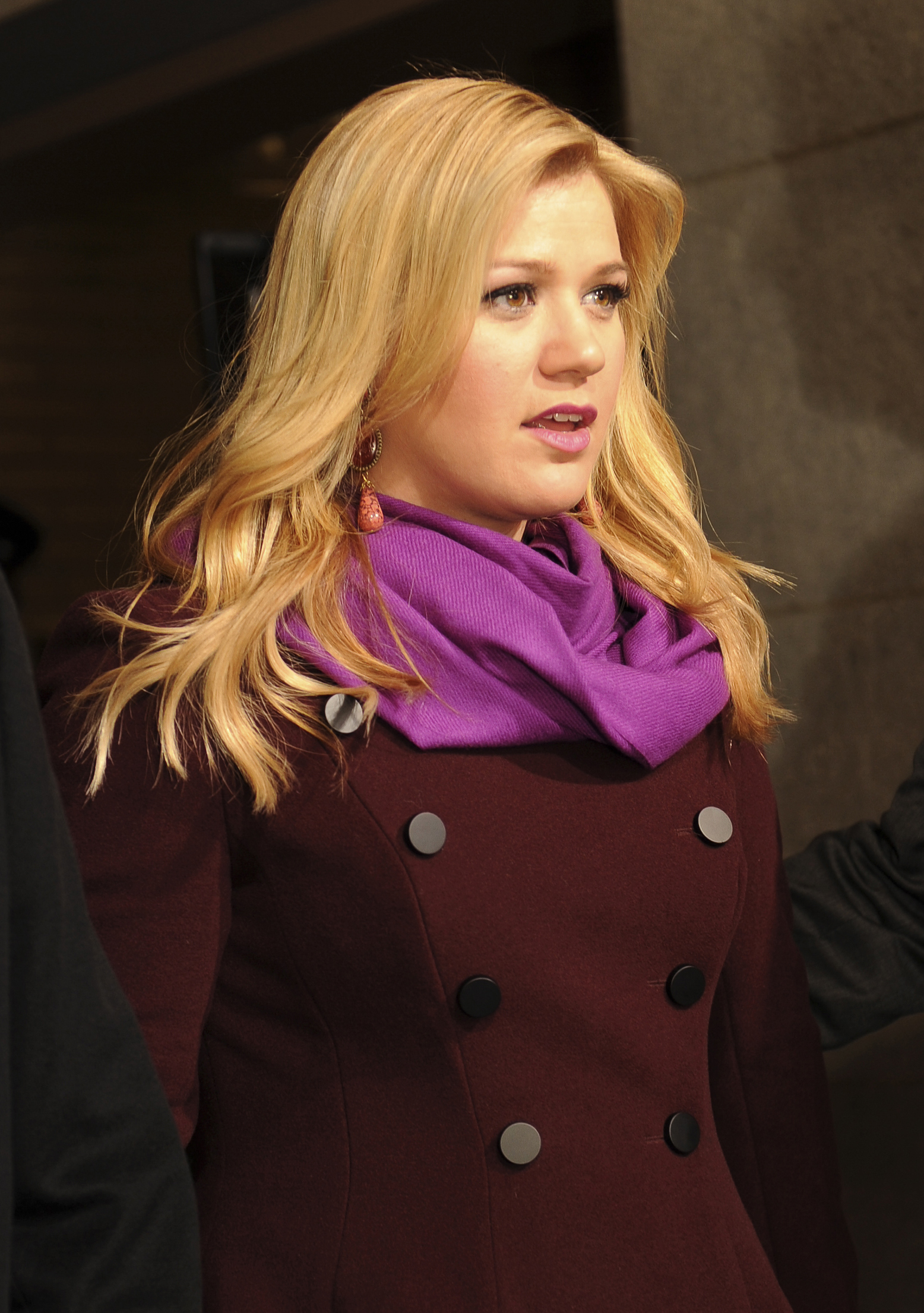
Clarkson na posse do presidente Barack Obama, realizada no Capitólio em 21 de janeiro de 2013.

Em janeiro de 2013, Clarkson cantou 'My Country, 'Tis of Thee' na segunda posse do presidente dos EUA, Barack Obama. Ela também lançou um single country, 'Tie It Up', exclusivamente para estações de música country em junho de 2013. O sexto álbum de estúdio, e o primeiro de Natal de Clarkson, Wrapped in Red, foi lançado em 25 de outubro de 2013. O álbum estreou em terceiro lugar na Billboard 200. Em dezembro de 2013, o álbum recebeu certificado de platina pela RIAA, e eventualmente se tornou o álbum natalino mais vendido do ano. O primeiro single do álbum, 'Underneath the Tree', foi elogiado pela crítica musical, que o considerou um potencial clássico natalino, a música atingiu o topo da parada adulto contemporâneo nos EUA e no Canadá. Em 11 de dezembro de 2013, foi exibido na tv seu primeiro especial de Natal, "Cautionary Christmas Music Tale de Kelly Clarkson".
Em 12 de janeiro de 2015, Kelly lançou "Heartbeat Song", o primeiro single de seu novo álbum. O single estreou na 37ª posição, e atingiu pico na 21ª posição da Hot 100, além ter se posicionando em 2ª na Hot Adult Contemporary Tracks, 6ª na Adult Pop Songs e ficando em 1º lugar na Hot Dance Club Songs. Na parada musical inglesa UK Singles Chart, atinge a 7ª posição, recebendo certificação de prata por suas vendas no país. Em fevereiro de 2015, Kelly divulgou a capa do novo álbum, as faixas, e que teria um dueto com o cantor John Legend.
Piece by Piece, foi lançado em 27 de fevereiro, seu sétimo e último álbum de estúdio sob seu contrato com a RCA Records. Foi o terceiro álbum de Clarkson a estrear no topo da Billboard 200. "Invincible", foi lançado como segundo single. E o terceiro single, a faixa-título "Piece by Piece", chegou ao oitavo lugar da Hot 100, depois de uma performance emocionante no American Idol, que realizou um programa especial dedicado aos seus sucessos. Essa foi a décima-primeira canção de Clarkson no Top 10. A Piece by Piece Tour, foi interrompida antes do final de 2015, por recomendação médica para que Clarkson descansasse sua voz. Ao longo do ano, Clarkson gravou duetos com Josh Groban ("All I Ask of You"), e Ben Haenow ("Second Hand Heart"). Tanto o single "Heartbeat Song" quanto o álbum foram indicados ao Grammy de Melhor Álbum Vocal Pop e Melhor Performance Pop Solo, respectivamente. No ano seguinte, a faixa-título também recebeu uma indicação de Melhor Performance Pop Solo.

### 2016-18:Meaning of Lifee The Voice

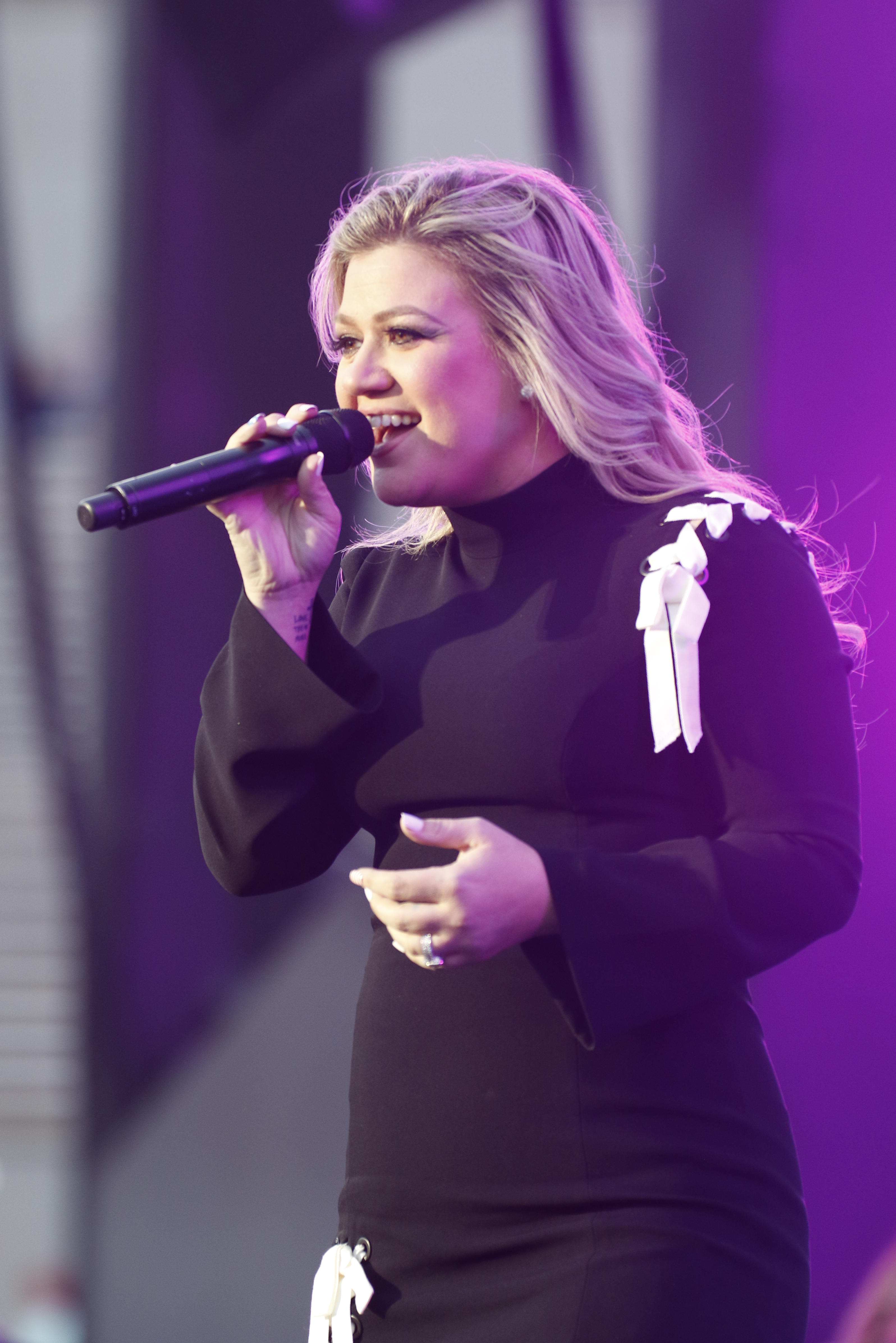
Clarkson em 2018.

Em 24 de junho de 2016, Clarkson anunciou que assinou um contrato de longo prazo com a Atlantic Records, e que lançaria seu oitavo álbum de estúdio em 2017. Em outubro de 2016, Clarkson lançou seu primeiro livro infantil, "River Rose and the Magical Lullaby". O livro é foi inspirado por sua filha e apresenta uma canção de ninar original escrita e interpretada por Clarkson. O segundo livro "River Rose and the Magical Christmas", foi lançado em 24 de outubro de 2017 e incluía uma música original escrita e cantada por Clarkson, "Christmas Eve". Em 11 de maio de 2017, foi anunciado que Clarkson se juntaria ao elenco de técnicos do The Voice, na 14ª temporada do programa. Ela também gravou um dueto chamado "Love Goes On" com Aloe Blacc para a trilha sonora do filme "A Cabana".
Em 4 de setembro de 2017, Clarkson anunciou o nome do seu novo single "Love So Soft". Em 6 de setembro, Clarkson anunciou que seu novo álbum, Meaning of Life, seria lançado em 27 de outubro de 2017. "Love So Soft" foi lançada em 7 de setembro, junto com a música "Move You". O single chegou a 47ª posição do Hot 100 e em 1º lugar no Dance Club Songs, recebendo certificado de platina nos Estados Unidos e ouro no Canadá. Também foi indicado ao Grammy de Melhor Performance Pop Solo, detendo o recorde de artista mais indicada nessa categoria, com quatro no total.
"Meaning of Life" foi lançado em 27 de outubro, com produção da própria Clarkson e do produtor musical e CEO da Atlantic, Craig Kallman. O álbum trouxe uma sonoridade diferente de seus anteriores, dando destaque para a música soul e o R&B. O disco recebeu uma resposta positiva dos críticos de música, que elogiaram os vocais de Clarkson, e a coesão do álbum. Comercialmente, o disco estreou na 2ª posição da Billboard 200, com 79,000 cópias vendidas, sendo seu terceiro álbum a estrear em 2º lugar na parada. Também estreou no topo da parada de álbuns digitais da Billboard e se tornou sua primeira entrada na parada de álbuns de vinil da Billboard. Ainda em 2017, Clarkson abriu o American Music Awards com a cantora Pink; juntas elas cantaram "Everybody Hurts" do R.E.M.. Na mesma noite, ela apresentou os sucessos "Miss Independent" e "Love So Soft".
Em 20 de maio de 2018, Clarkson apresentou o Billboard Music Awards. Enquanto no The Voice, Brynn Cartelli, venceu a décima quarta temporada do programa, dando a Clarkson sua primeira vitória. Na décima quinta temporada, Chevel Shepherd foi coroada a vencedora, dando a Clarkson sua segunda vitória consecutiva.

### 2019-2021: The Kelly Clarkson Show eWhen Christmas Comes Around...
Em 25 de fevereiro de 2019, Clarkson retornou como técnica no The Voice. Ela também dublou a personagem Moxy, na animação UglyDolls, que contou com o lançamento do single "Broken & Beautiful", que faz parte da trilha sonora do filme. Pelo segundo ano consecutivo Clarkson apresentou o Billboard Music Awards, que foi ao ar em 1º de maio. Na décima sétima temporada do The Voice, a equipe de Clarkson venceu novamente, fazendo dela a primeira técnica mulher do programa a vencer mais de uma temporada.
Em 9 de setembro de 2019, Clarkson começa a apresentar o seu próprio talk show de variedades no canal NBC, o "The Kelly Clarkson Show". Além de entrevistas com famosos, Kelly faz covers de diversas músicas, no segmento chamado de "Kellyoke". Sucesso de audiência e critica, o programa foi renovado para uma segunda temporada. Em novembro de 2019, Clarkson anunciou sua residência em Las Vegas, "Kelly Clarkson: Invincible", que deveria acontecer no Zappos Theatrer, de 1º de abril a 25 de setembro de 2020. Mas foi cancelada devido à pandemia de COVID-19. Em maio de 2021, a NBC  anunciou que o programa de Clarkson assumiria o horário do The Ellen DeGeneres Show, após seu término em 2022. Em junho de 2021, Clarkson ganhou dois prêmios Daytime Emmy, incluindo uma segunda vitória consecutiva de Melhor Apresentadora de Talk Show.
Em 23 de setembro, Clarkson lançou 'Christmas Isn't Canceled (Just You)', o primeiro single de seu segundo álbum de Natal, When Christmas Comes Around... O álbum foi lançado em 15 de outubro, recebeu críticas positivas e rendeu a Clarkson uma indicação ao Grammy de Melhor Álbum Vocal Pop Tradicional.

### 2022-presente: Estrela na Calçada da Fama eChemistry
Em 9 de junho de 2022, Clarkson lançou o EP Kellyoke, composto por seis covers que ela fez durante o segmento "Kellyoke", de seu talk show. Em 19 de setembro de 2022, ela recebeu uma estrela na Calçada da Fama de Hollywood.
Em 26 de março de 2023, Kelly anunciou seu décimo álbum de estúdio, Chemistry.  O single duplo, "Mine" e "Me" foi lançado em 14 de abril de 2023. O álbum foi lançado em 23 de junho de 2023, estreando na sexta posição na Billboard 200. Uma reedição com cinco novas faixas foi lançada em 22 de setembro, trazendo a participação de sua filha River Rose, na música "You Don't Make Me Cry". A faixa, "I Hate Love", é uma parceria com o ator Steve Martin tocando banjo. Sheila E. toca bateria na faixa "That's Right". Carly Rae Jepsen e Nick Jonas também são creditados como compositores em algumas das faixas. Chemistry recebeu críticas positivas, com elogios a sua potente voz e a destreza emocional de suas letras. O álbum foi indicado ao Grammy, de Melhor Álbum Pop Vocal, fazendo dela a artista mais indicada nessa categoria.
Para promover o álbum, em 27 de março, Clarkson anunciou uma residência de dez noites em Las Vegas, Chemistry: An Intimate Evening with Kelly Clarkson, que aconteceu de 28 de julho a 19 de agosto de 2023, no Teatro Bakkt. Quatro datas foram adicionadas para dezembro de 2023 e fevereiro de 2024.
Em outubro de 2023, Clarkson transferiu a produção do The Kelly Clarkson Show de Los Angeles para Nova York, para iniciar sua quinta temporada. Em 8 de novembro de 2023, Clarkson lançou seu próprio canal Sirius XM, Kelly Clarkson Connection. O canal apresentará músicas da própria Clarkson, músicas que ela adora e de artistas que a inspiram. Ela também contará histórias sobre sua carreira e suas músicas. Em 15 de dezembro de 2023, ela ganhou dois prêmios Daytime Emmy, incluindo o de melhor apresentadora.

## Vida Pessoal
A cantora se casou em outubro de 2013 com o empresário norte-americano Brandon Blackstock.  No dia 12 de junho de 2014, Kelly deu à luz a sua primeira filha, com o nome de River Rose Blackstock. Seu segundo filho, Remington "Remy", nasceu em abril de 2016. Em junho de 2020, Clarkson pediu o divórcio de Blackstock, citando diferenças irreconciliáveis. Em março de 2022, foi divulgado que o divórcio havia sido finalizado.
Em outubro de 2019, Clarkson disse que tem tratado uma doença autoimune, e uma doença da tireoide desde 2006.
Em fevereiro de 2022, Clarkson mudou seu nome legal para Kelly Brianne. Em entrevista, ela revelou que o motivo da mudança foi devido a um relacionamento tenso com seu falecido pai, mas que seu nome público permanecera o mesmo.

## Discografia
Álbum de estúdio
- Thankful (2003)
- Breakaway (2004)
- My December (2007)
- All I Ever Wanted (2009)
- Stronger (2011)
- Wrapped in Red (2013)
- Piece By Piece (2015)
- Meaning of Life (2017)
- When Christmas Comes Around... (2021)
- Chemistry (2023)

## Filmografia

### Cinema
| Ano  | Título               | Papel      |
| ---- | -------------------- | ---------- |
| 2002 | Issues 101           | Crystal    |
| 2003 | From Justin to Kelly | Kelly      |
| 2017 | The Star             | Leah       |
| 2019 | UglyDolls            | Moxy       |
| 2020 | Trolls World Tour    | Delta Dawn |

### Televisão
| Ano           | Título                                               | Papel            | Notas                                             |
| ------------- | ---------------------------------------------------- | ---------------- | ------------------------------------------------- |
| 2002          | That '80s Show                                       | Dançarina        | Episódio: "Valentine's Day"                       |
| 2002          | Sabrina, the Teenage Witch                           | Garota           | Episódio: "The Whole Ball Of Wax"                 |
| 2003-2004     | American Dreams                                      | Brenda Lee       | Temporada 2, episódio 1; Temporada 3, episódio 9; |
| 2004          | King of the Hill                                     | Ela mesma / Dawn | Episódio: "Stressed For Success"                  |
| 2004          | Saturday Night Live                                  | Ela mesma        | Temporada 30, episódio 12                         |
| 2007          | Reba                                                 | Kelly            | Episódio: "As We Forgive Those..."                |
| 2011          | Phineas e Ferb                                       | Ela mesma / Voz  | Episódio: "A Phineas and Ferb Family Christmas"   |
| 2012          | Duets                                                | Jurada           | 9 episódios                                       |
| 2012          | The Voice                                            | Mentora          | Temporada 1, 9 episódios                          |
| 2013          | The Crazy Ones                                       | Ela mesma        | Episódio: "Pilot"                                 |
| 2013          | Who Do You Think You Are?                            | Ela mesma        | Temporada 4, episódio 1                           |
| 2014          | Nashville                                            | Ela mesma        | Episódio: "I'll Keep Climbing"                    |
| 2017          | Home: Adventures with Tip & Oh                       | Ela mesma        | Especial Netflix                                  |
| 2018          | Billboard Music Awards 2018                          | Apresentadora    | Premiação                                         |
| 2018-2023     | The Voice                                            | Técnica          | Temporadas 14–21, 23                              |
| 2019          | The Morning Show                                     | Ela mesma        | Episódio: "That Woman"                            |
| 2019          | Billboard Music Awards 2019                          | Apresentadora    | Premiação                                         |
| 2019-presente | The Kelly Clarkson Show                              | Apresentadora    | Talk show; também produtora executiva             |
| 2020          | 30 Rock                                              | Ela mesma        | Episódio: "A One-Time Special"                    |
| 2020          | America's Got Talent                                 | Ela mesma        | Temporada 15, 2 episódios                         |
| 2020          | Billboard Music Awards 2020                          | Apresentadora    | Premiação                                         |
| 2021          | Kelly Clarkson Presents: When Christmas Comes Around | Ela mesma        | Especial natalino; também produtora executiva     |
| 2023          | The Rookie                                           | Ela mesma        | Episódio: "Death Notice"                          |

## Prêmios

### Grammy Awards
O prêmio Grammy é realizado pela The Recording Academy desde 1958, sendo considerado a principal honraria na indústria musical. Kelly Clarkson ganhou esse prêmio 3 vezes, tendo recebido um total de 16 indicações. Ela também detém o recorde de mais indicações para "Melhor Álbum Vocal Pop" e "Melhor Performance Solo Pop" com seis e quatro indicações respectivamente.
| Ano  | Nomeação                                  | Categoria                                 | Resultado |
| ---- | ----------------------------------------- | ----------------------------------------- | --------- |
| 2004 | "Miss Independent"                        | Melhor Performance Vocal Feminina de Pop  | Indicação |
| 2006 | Breakaway                                 | Melhor Álbum Vocal de Pop                 | Venceu    |
| 2006 | "Since U Been Gone"                       | Melhor Performance Vocal Feminina de Pop  | Venceu    |
| 2008 | "Because of You" (com Reba McEntire)      | Melhor Colaboração Country com Vocais     | Indicação |
| 2010 | All I Ever Wanted                         | Melhor Álbum Vocal de Pop                 | Indicação |
| 2012 | "Don't You Wanna Stay" (com Jason Aldean) | Melhor Performance Country de Dueto/Grupo | Indicação |
| 2013 | Stronger                                  | Melhor Álbum Vocal de Pop                 | Venceu    |
| 2013 | "What Doesn't Kill You (Stronger)"        | Melhor Performance Vocal de Pop           | Indicação |
| 2013 | "What Doesn't Kill You (Stronger)"        | Gravação do Ano                           | Indicação |
| 2013 | "What Doesn't Kill You (Stronger)"        | Música do Ano                             | Indicação |
| 2014 | "Don't Rush" (com Vince Gill)             | Melhor Performance Country de Dueto/Grupo | Indicação |
| 2016 | "Heartbeat Song"                          | Melhor Performance Vocal de Pop           | Indicação |
| 2016 | Piece by Piece                            | Melhor Álbum Vocal de Pop                 | Indicação |
| 2017 | "Piece by Piece (Idol Version)"           | Melhor Performance Pop Solo               | Indicação |
| 2018 | "Love So Soft"                            | Melhor Performance Pop Solo               | Indicação |
| 2019 | Meaning of Life                           | Melhor Álbum Vocal de Pop                 | Indicação |
| 2023 | When Christmas Comes Around...            | Melhor Álbum Vocal Pop Tradicional        | Indicação |
| 2024 | Chemistry                                 | Melhor Álbum Vocal de Pop                 | Indicação |